# Thory (Yonne)
Gila
Es una bruja que se lleva alos niños para comer ella
Quico
Es un Niño que le sacaron los ojos por no participar en una oración

## Demografía
| 182 | 176 | 131 | 162 | 171 | 170 |
| Para los censos de 1962 a 1999 la población legal corresponde a la población sin duplicidades (Fuente: INSEE [Consultar]) |     |     |     |     |     |